# Восьмерик

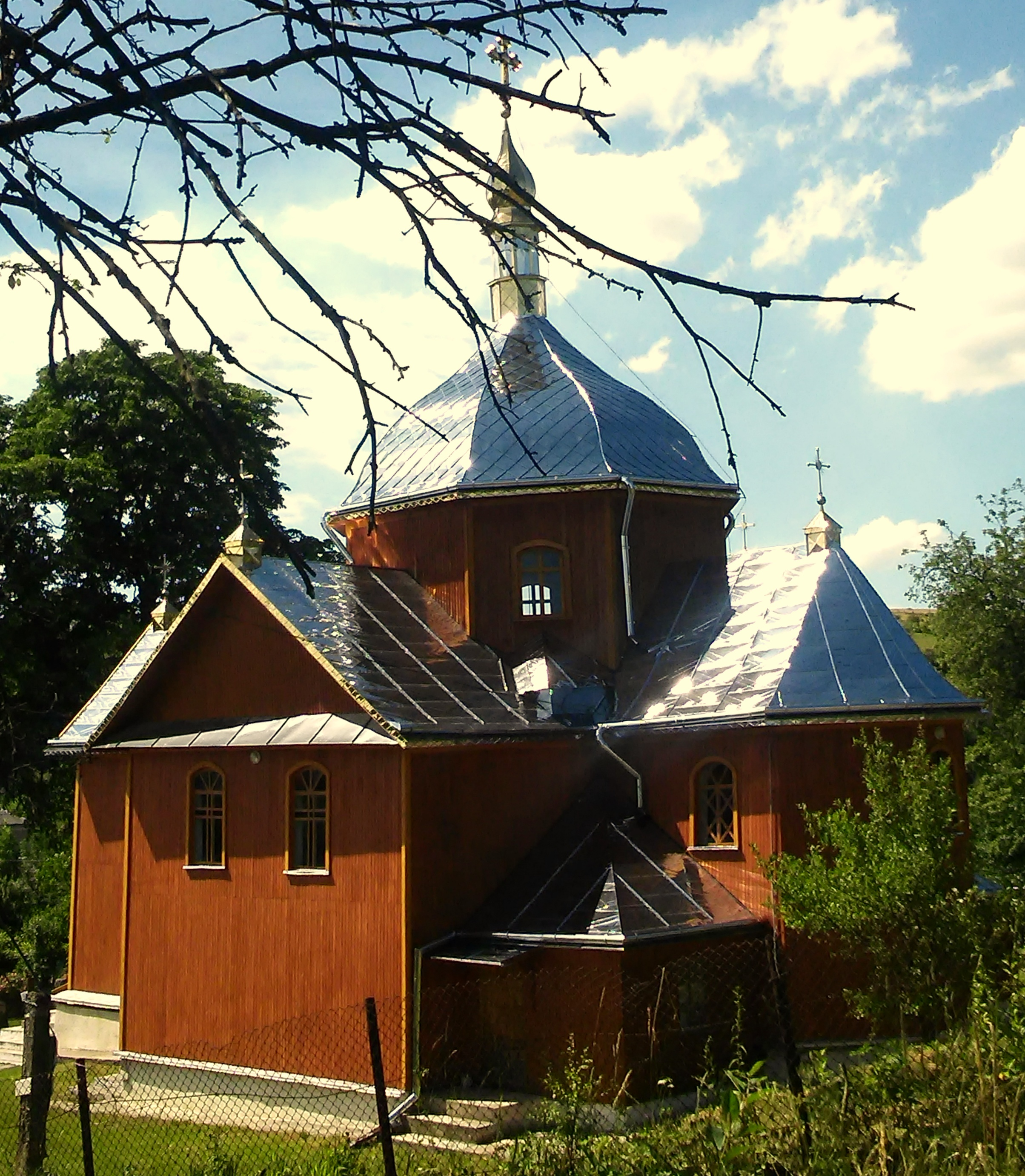
Церква Святого пророка Іллі в селі Вовчищовичі. Центральна частина є восьмериком

Восьмери́к, діал. осьмірка — один з видів будівлі, замкнена стінова конструкція, що має в проєкції форму восьмигранника.

## Історія

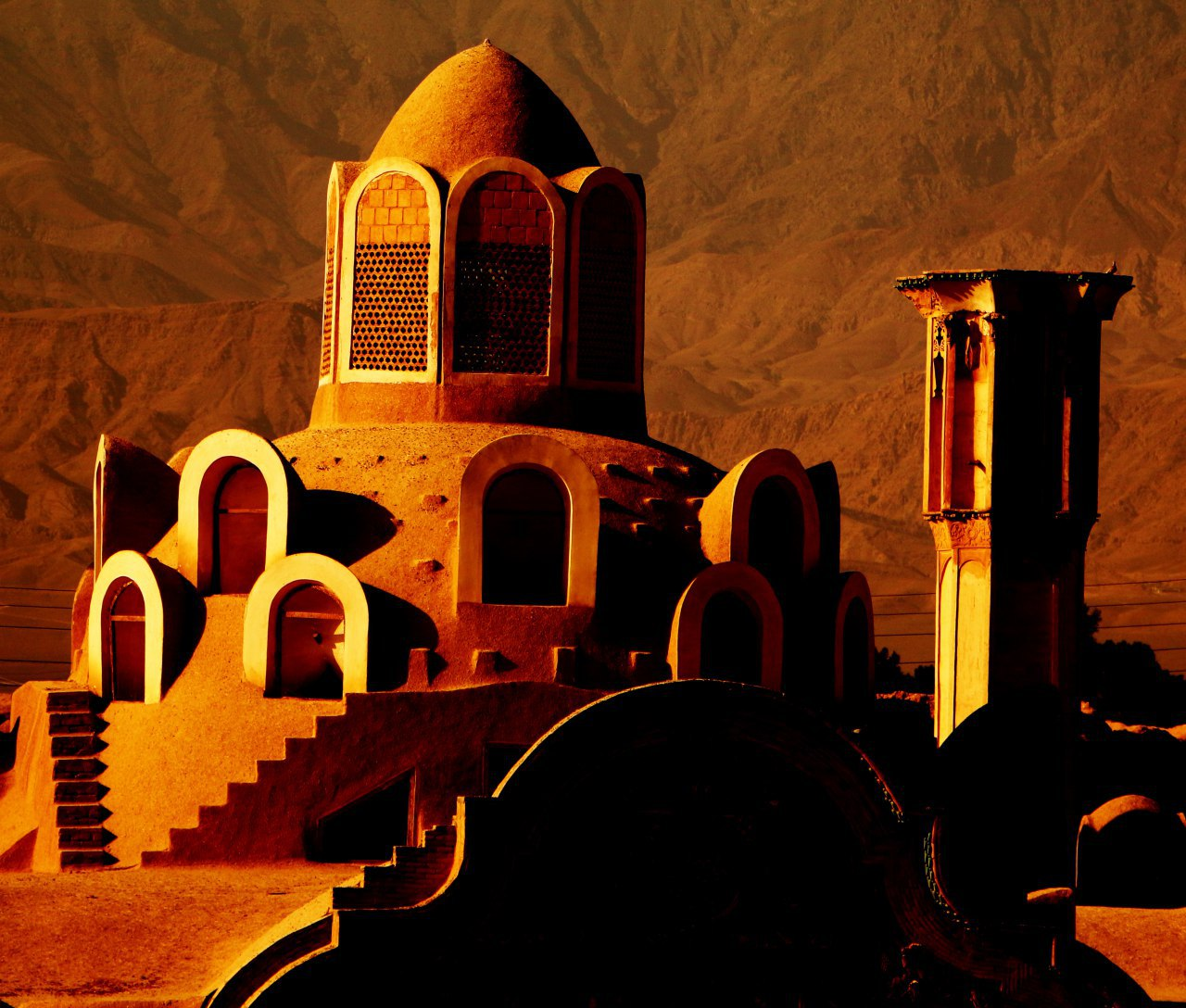
Приклад осьмірки Дім Боруджерді в центральному Ірані. Збудований 1857 року

Найдавніша осьмірка — це, мабуть, Вітряна вежа в Афінах, побудована в середині І століття до н. е. Форма восьмерика широко поширена у візантійській архітектурі, у південних слов'ян (Болгарії), Вірменії, Грузії та інших. У Західній Європі він зустрічається у романській архітектурі, готиці, але найбільш поширений у таких архітектурних стилях як ренесанс, бароко та класицизм. Восьмерик у відомий в давньоруській архітектурі як завершення культових споруд, це пов'язано з впливом візантійської архітектури. В Білорусі в XVI–XVIII століттях деякі вежі міських укріплень, замки, палаци, ратуші, а також церкви і вежі монастирів були побудовані у формі восьмикутника. В Україні також зустрічається восьмерик в архітектурі церков та веж. Він використовувався як в дерев'яній, так і в мурованій архітектурі.
При рівних периметрах восьмикутна форма дозволяє отримати приблизно на 20 % більше площі. За рахунок цього йде економія будівельних матеріалів, менше охолодження приміщення взимку та нагрівання влітку, а крім того, досягається краще освітлення.

## Варіації дизайну
У центральній ідеї восьмикутного плану ці будинки демонструють широку різноманітність як конструкції, так і зовнішньої форми.

### План
Повний восьмикутний будинок має 8 рівних сторін, хоча незначні зміни в довжині не є незвичайними. Насправді це найпоширеніша форма, але в деяких випадках основний восьмикутник частково прихований доповненнями, або з усіх боків, як у будинку Зелота Голмса, або шляхом додавання функціонального крила, яке не видно в задній частині.

### Матеріал
Орсон Фаулер виступав за використання конструкції «гравійної стіни» для обробки фасаду. На той час це була експериментальна техніка, і хоча лише деякі будівлі були оформлені таким чином, більшість восьмикутних будинків спроєктовані так само, як і звичайні: з дерев’яного каркасу, цегли або каменю.